# Historia drukarstwa w Grodzisku Wielkopolskim

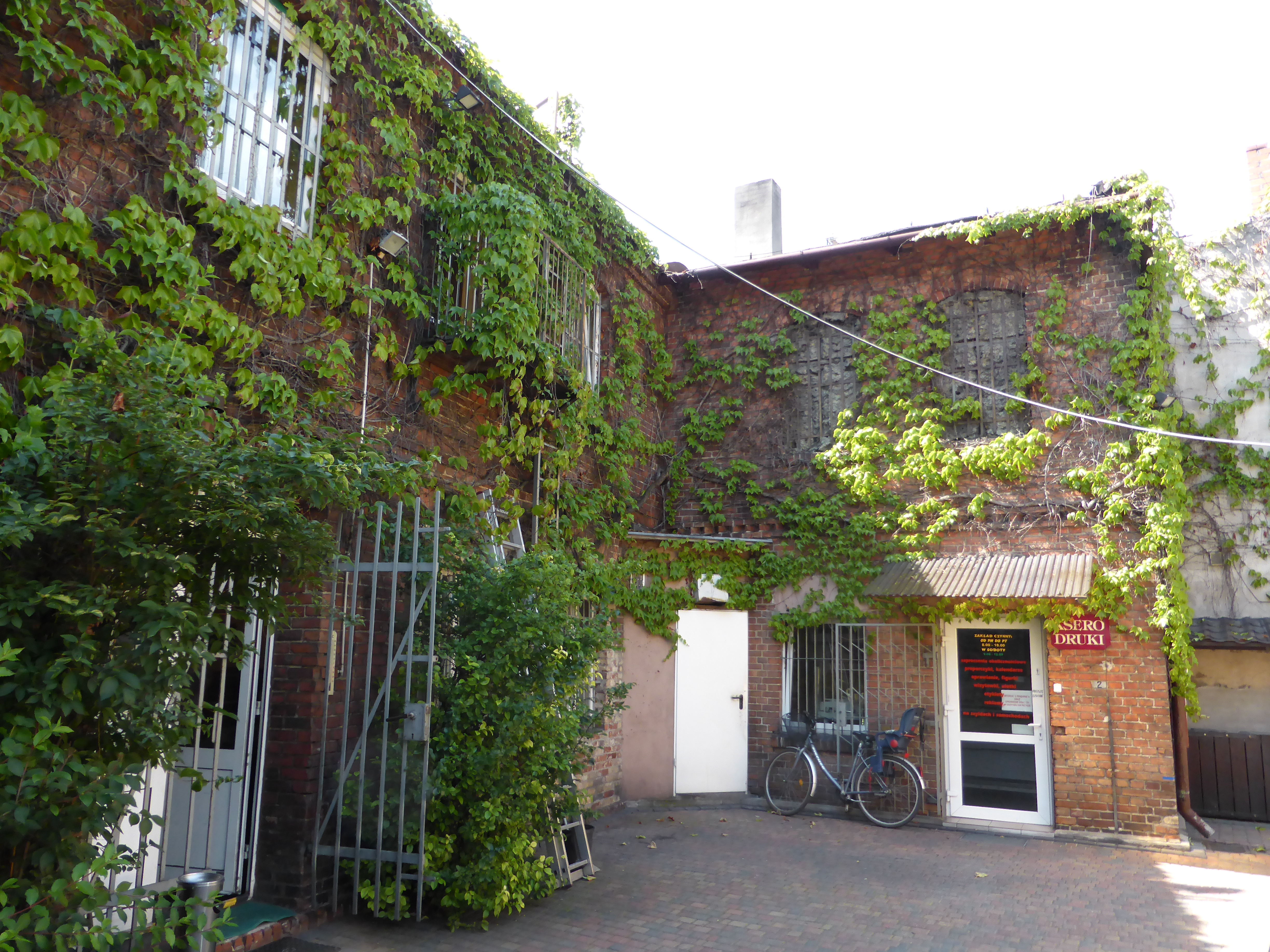
Zabytkowy budynek drukarni w Grodzisku Wielkopolskim

Historia drukarstwa w Grodzisku Wielkopolskim rozpoczęła się, gdy w 1569 r. powstała pierwsza drukarnia; była drugą po Szamotułach (1558) oficyną wydawniczą w Wielkopolsce. Do Grodziska sprowadził ją z Torunia działający tu pedagog, kaznodzieja Erazm Gliczner, co było następstwem wygranego procesu ze Stanisławem Worffschaufflem, drukarzem toruńskim. W 1572 Erazm Gliczner przekazał drukarnię w użytkowanie drukarzowi Janowi Glicznerowi, prawdopodobnie swojemu krewnemu, który w 1573 przypuszczalnie zmarł w Grodzisku lub opuścił miasto. Dalsze jego losy są nieznane. Nie wiadomo też, czy drukarnia w latach 1572-1573 stanowiła własność Jana Glicznera. Na Agendzie szafunku Wieczerzy Pańskiej z 1573, napisanej przez Erazma Glicznera, widnieje adres „W Grodzisku w drukarni Jana Glicznera”.
Jan Gliczner wytłoczył w Grodzisku około 12-13 druków, z których wiele zaginęło, a część zachowała się we fragmentach. Były to przede wszystkim prace Erazma Glicznera oraz innych reformatorów. Prawdopodobnie pierwszą próbą prasy grodziskiej był Wykład listu św. Pawła do Filemona z 1572, poświęcony zagadnieniu niewolnictwa. Także dzieło Taniec i rozmowa o nim zawiera napis „Drukowano w Grodzisku w drukarni Jana Glicznera w 1573”. Oprócz pism Erazma tłocznia wydała cztery broszury polityczne (z czasów bezkrólewia po śmierci Zygmunta Augusta) Piotra Mycielskiego. Pozostałą po śmierci Jana Glicznera drukarnię przekazał Erazm Gliczner ok. 1576 Melchiorowi Neringowi, introligatorowi i księgarzowi z Poznania, który wówczas zainteresował się drukarstwem.
Z początkiem 1579 r., ścigany klątwą bpa poznańskiego Łukasza Kościeleckiego i za namową Erazma Glicznera, Melchior Nering osiadł w Grodzisku. Tym samym drukarnia zaczęła działać ponownie. W Grodzisku podczas dwuletniego pobytu Nering wydrukował ok. 7 dzieł, których autorem był głównie Erazm Gliczner. Należą do nich m.in. Kronika, Żywoty, Nauki y spraw Pana Jezusa Syna Bożego, A naprzód O poczęciu jego z 1579 r., Kronika Eutropiuszaz 1581 r. Z druków grodziskich pochodzi też tekst o bardzo długim tytule Odpor. Na odpowiedz guestiy niektórych podanych o Kościele Powszechnym (...), na końcu którego wskazane jest miejsce i czas wydruku: „W grodzisku Drukował Malcher Neringk Roku Pańskiego 1579”.
Innym zleceniodawcą Melchiora Neringa był Jakub Niemojewski, dla którego spod grodziskiej prasy wyszło nowe wydanie Diatriby, Oprócz tych dwóch szermierzy reformacyjnych z grodziskiej drukarni korzystał także prokurator królewski Zygmunta Augusta i Stefana Batorego Michał Friedwald. Mimo tych zamówień i finansowej pomocy dziedziczki grodziska Zofii z Tęczyńskich, wdowie po Stanisławie Ostrorogu, Melchior Nering w Grodzisku utrzymać się nie mógł. Powodem tego były nie do końca uregulowane stosunki majątkowe i liczne długi jeszcze z czasów poznańskich. W tej sytuacji skorzystał z propozycji Henryka Strobanta, spokrewnionego z nim burmistrza toruńskiego, i w 1581 r. przeniósł drukarnię do Torunia, gdzie został aż do śmierci.
Drukarstwo w Grodzisku zanikło niemal na trzysta lat. Dopiero z 2 połowy XVIII w. pochodzą wiadomości o drukarni prowadzonej przez Augusta Fryderyka Wilhelma Schmaedickiego. Za sprawą Aleksego Prusinowskiego, miejscowego proboszcza, publicysty, bibliofila i działacza społecznego, w latach 1860-1866 z drukarni Schmaedickiego wychodził „Tygodnik Katolicki” pod redakcją wspomnianego A. Prusinowskiego. Był to nieoficjalny organ kurii poznańskiej, powołany do życia na życzenie arcybiskupa Leona Przyłuskiego. Poza „Tygodnikiem Katolickim” Schmaedicki wydawał także inne prace A. Prusinowskiego, głównie kazania i Mowy żałobne. Szczególnym osiągnięciem grodziskiej drukarni jest wydanie w 1866 Żywotów Świętych Piotra Skargi nakładem ks. Zientkiewicza i ks. Zenktera. Dużą popularnością na obszarze dawnej Rzeczypospolitej cieszyła się książka A. Prusinowskiego i Adolfa Koczorowskiego pt. Język polski w Wielkim Księstwie Poznańskim wobec prawa pruskiego, wydrukowana przez grodziską drukarnię w 1861 r.
Oprócz A. Prusinowskiego z usług grodziskiej drukarni korzystali również inni autorzy. Spod grodziskiej prasy wyszły prace Jana Niepomucena Jabczyńskiego O husytach w diecezyi poznańskiej w XV wieku (1860) czy Antoniego Brzezińskiego Rys dziejów Śgo Soboru Watykańskiego (1863).
W końcu XIX w. właścicielem drukarni był Jan Kubale, działacz Towarzystwa Przemysłowego, w którym pełnił funkcję bibliotekarza i działacz Towarzystwa Kołowników Grodziskich. Od 1896 r. wydawca „Gazety Grodziskiej”, ważnej dla polskiego środowiska. Od 1902 r. grodziska drukarnię „Posłańca Polskiego” (część wydawana jest w Poznaniu).
W 1902 r. oficynę wydawniczą przejął niemiecki drukarz Hermann Hartmann, który wydawała „Deutscher Anzeiger” (Niemieckie Wiadomości). Na szczególną uwagę zasługuje wydawany u progu niepodległości (1919) „Grodziski Orędownik Powiatowy”/„Graezer Kreisblatt”, tłoczony czcionką gotycką. Każdej szpalcie w języku polskim odpowiadała szpalta w języku niemieckim. Podobnie drukowano reklamy. 15 grudnia 1919 r., w ostatnim numerze „Deutscher Anzeiger” właściciel drukarni Hermann Hartmann i redaktor E. Hartmann (brat?) poinformowali o przejęciu oficyny przez polskiego właściciela Jana Milczyńskiego.
W latach 1919–1939 z drukarni J. Milczyńskiego wychodziła przede wszystkim prasa lokalna: „Grodziski Orędownik Powiatowy”, „Orędownik Grodziski”, „Orędownik Urzędowy na powiaty grodziski i wolsztyński”, „Orędownik Urzędowy powiatu grodziskiego i nowotomyskiego” i „Głos Wolsztyński”. Poza tym dużą rolę odgrywały druki okolicznościowe, takie jak: afisze, jednodniówki (m.in. jednodniówka „Stadjon” wydana z okazji otwarcia i poświęcenia stadionu w Grodzisku 11 października 1925 r.), nekrologi i zaproszenia. Wybuch II wojny światowej przerwał działalność polskiej drukarni. Drukarnia przeszła pod zarząd niemiecki, a właścicielem został Treuhaender Kurt Kudwin.
W latach 30. XX w. istniała też tłocznia Mariana Olszewskiego na placu Św. Anny, która zajmowała się drukami akcydensowymi.
Już 30 stycznia 1945 r. drukarnię odzyskali polscy właściciele. Nie żył już przedwojenny właściciel Jan Milczyński (zm. 1943), ale zakład przejęli jego spadkobiercy (żona Małgorzata i synowie Bolesław i Zygfryd, którzy powrócili z Generalnego Gubernatorstwa. Przez kolejne miesiące 1945 r. trwały sprawy sądowe. Opuszczoną przez Niemców i zrabowaną z urządzeń drukarnię uważano za opuszczone mienie poniemieckie. Przywrócenie prawa prawowitym właścicielom nastąpiło dopiero decyzją Sądu Grodzkiego w Grodzisku Wielkopolskim 3 listopada 1945 r. Wówczas drukarnia zaczęła pracować na potrzeby miasta. Zamówienia burmistrza i władz miasta na nowe druki, obwieszczenia i plakaty spotykały na trudności. Brakowało papieru, farb i pieniędzy na zakup niezbędnego do pracy sprzętu.
30 listopada 1950 r. drukarnię znacjonalizowano. Ustanowiono przymusowy Zarząd Państwowy, a zarządcą ustanowiono Wielkopolskie Zakłady Graficzne w Poznaniu. Wkrótce Wielkopolskie Zakłady Graficzne przekazały drukarnię w Grodzisku Państwowemu Przedsiębiorstwu PRO MAG z Nowego Tomyśla.
W 1958 r. byli właściciele podjęli próbę odzyskania drukarni, jednak spór zakończyła decyzja Wojewódzkiej Rady Narodowej w Poznaniu pozostawiająca zakład PRO MAG-owi, uzasadniając, że drukarnia jest niezbędnie potrzebna, gdyż produkuje na potrzeby urzędów i przemysłu terenowego.
13 grudnia 1981 r. drukarnię zamknięto na ponad trzy miesiące z powodu wprowadzenia stanu wojennego. Później wprowadzono nadzór policyjny (milicyjny).
W 1999 r., już po okresie przemian politycznych, drukarnia wróciła do prawowitych właścicieli. Spadkobierczynią została Iwona Milczyńska-Wałkiewicz.

## Pozycje wydrukowane w grodziskiej drukarni w latach 1945-2009
- Prasa: „Wiadomości Grodziskie” (1986-1991), „Gazeta Grodziska” (1994-1996), „Panorama Grodziska” (1998-2000), „Kronika Panoramy Grodziskiej”.
- Wydania regionalne: J. Chrzanowski, Zarys historii piwa grodziskiego, 1986; Dzieje cechów i organizacji rzemieślniczych w Grodzisku Wlkp. 1988; B. Polak, Grodzisk Wielkopolski zarys dziejów, 1990.
- „Grodziskie zapiski regionalne”: D. Matuszewski, Legendy i podania Grodziska Wlkp, 1995; J. Chrzanowski, Gmina Żydowska w Grodzisku Wlkp, 1996; K. Hoffman, Historia Szkoły Podstawowej w Kobylnikach, 1997; P. Berger, Ulice i patroni Grodziska Wlkp., 1997; E. Urbaniak, 70 lat Gimnazjum i Liceum Ogólnokształcącego, im. Juliusza Słowackiego w Grodzisku Wlkp., 1997; D. Matuszewski, Wiosna Ludów 1848 r., w Grodzisku Wlkp., 1998; D. Matelski, Grodzisk Wlkp. – dzieje powiatu i starań o jego restytucje, 1998; P. Jakuboszczak, Działalność patriotyczno-niepodległościowa mieszkańców Wielichowa w latach 1900-1945, 1998; M. Miś, Granowo 1298-1998, 1998.
- „Grodziskie Zeszyty Historyczne”: J. Kamieniarz, J. Kubiak, M. Rezler, Powstanie Wielkopolskie 1918-1919 na Ziemi Grodziskiej, 1999; J. Sobczak, Kościoły drewniane na Ziemi Grodziskiej, 1999; E. Laskowski, Rakoniewice i okolice. Fakty, wydarzenia, ciekawostki, 1999; D. Matuszewski, Kurkowe Bractwo Strzeleckie w Grodzisku Wlkp. 1646-1947, 2000; E. Laskowski, Gdzie szum Prutu, Czermoszu, tam moje korzenie...(ocalić od zapomnienia), 2000; M. Zgaiński, Rostarzewo, zarys monograficzny część pierwsza – do roku 1945, 2000; P. Jakuboszczak, Udział Wielichowian w I wojnie światowej 1914-1918, 2001; Z. Walter, Obóz hitlerowski w Młyniewie k. Grodziska Wlkp, 2002: D. Matuszewski, Z dziejów Ochotniczej Straży Pożarnej w Grodzisku Wlkp. 1891/1893-2001, 2002; E. Laskowski, Miejscowości parafii Jabłonna Dekanatu Grodziskiego, 2002; P. Bartkowiak, Rola i działalność Mniejszości żydowskiej w Grodzisku Wlkp. w XIX i XX wieku, 2003; A. Chrust, Dzieje drukarni w Grodzisku Wlkp. od XVI do XX wieku, 2004; P. Bartkowiak, Harcerstwo w Grodzisku Wielkopolskim w latach 1915-2005, 2008; Wielichowo w 90-tą rocznicę Powstania Wielkopolskiego 1918-1919, 2009; A. Chrust, Towarzystwo Czytelni Ludowych w Grodzisku Wielkopolskim, 2009.
- Z serii „Grodzisk wczoraj i dziś”: J. Koza i D. Matuszewski, Okolice przedmieścia Bernardyńskiego, 2000.
- Z serii „Grodziska Biblioteczka Regionalisty”: Z. Humerczyk, M. Łukarski, D. Matuszewski, Dzieje Bractwa Strzeleckiego w Grodzisku Wlkp 1646-1947 w zarysie, 2000; J. Dzierżykraj Badurski, Grodzisk Wielkopolski mojego dzieciństwa, 2001; D. Matuszewski, Siostry Elżbietanki w Grodzisku Wielkopolskim, 2007.